# 泰勒塔米爾炸彈襲擊
2015年12月泰勒塔米爾炸彈襲擊，是指2015年12月11日發生在敘利亞哈塞克省小鎮泰勒塔米爾的一連串炸彈襲擊，由恐怖主義組織伊斯蘭國所為。

## 過程
2015年12月11日，敘利亞泰勒塔米爾有汽車被人放置大量炸藥，其後分別發生兩宗爆炸，現場有一座反伊斯蘭國民兵組織人民保衛軍的戰地醫院、以及一所人多擁擠的傳統市場；大多數死傷者是平民，但亦有庫爾德人和亞述人民兵受害，而附近的建築物亦遭到波及。多座位於爆炸現場的建築物被炸成瓦爍，瓦爍仍埋有屍體；部分傷勢較重的傷者被送到艾因角、卡米什利和代爾巴西耶的醫院接受救治。
除了以上兩宗分別針對戰地醫院和市場的襲擊外，泰勒塔米爾亦有街道發生炸彈爆炸，該處位於民居。
是次恐怖襲擊共造成60人死亡、80人受傷。

## 責任
襲擊發生後，恐怖組織伊斯蘭國在網上發佈聲明，承認發動是次炸彈襲擊；該組織指，三名武裝份子分別駕駛了三輛汽車，並用以進行自殺式襲擊，目標為泰勒塔米爾市內的「庫爾德民兵基地」。

## 反響
敘利亞政府對是次襲擊予以譴責，又形容襲擊是懦弱的行為；敘利亞總理瓦埃勒·納德爾·哈勒吉則表示，是次襲擊不會嚇怕當地人民，而是會增強敘利亞人打擊恐怖主義的決心。美國國務院批評這宗恐怖襲擊是一場野蠻的屠殺，再次把伊斯蘭國針對敘利亞和伊拉克無辜人民的恐怖暴行展露出來。
有新聞社在襲擊發生後採訪了多名當地民眾，並把訪問片段上傳到YouTube。在片段中，有民眾形容伊斯蘭國武裝份子沒有同情心、人文精神和情感，不屬於伊斯蘭教，也不會被任何宗教接受；亦有受訪者表示理解伊斯蘭國要與人民保衛軍交火，但批評武裝份子沒有權利摧毁城市、破壞民居和殺害兒童。